# 北近畿タンゴ鉄道
北近畿タンゴ鉄道株式会社（きたきんきタンゴてつどう、英語: Kitakinki Tango Railway Corporation、略称：KTR）は、京都府・兵庫県で鉄道2路線の施設を保有する第三セクター鉄道会社（第三種鉄道事業者）である。本社は京都府宮津市字外側2500番地2にある。

## 概要
日本鉄道建設公団が建設した宮福線と旧日本国有鉄道（国鉄）特定地方交通線の鉄道路線宮津線の施設を保有している。
社名の「タンゴ」は、路線の所在する地域の旧国名である丹後国に由来し、音楽のタンゴにも掛けている。
2009年度時点で日本の第三セクター鉄道の中で一番赤字額が大きい。20期以上連続で赤字を計上しており、京都府や沿線市町、兵庫県から毎年4 - 5億円の経営対策補助金の拠出を受けて経営を維持している。京都府と兵庫県の間で経営対策補助金の負担割合について折り合いがつかず、兵庫県が京都府の請求より800万円少ない額しか負担しないなどの不協和音が生じている。
2015年4月1日より、鉄道事業再構築事業（上下分離）により宮福線・宮津線の鉄道運行事業をWILLER ALLIANCE（現・WILLER）の子会社であるWILLER TRAINS株式会社に移譲し、WILLER TRAINSが第二種鉄道事業者として京都丹後鉄道（きょうとたんごてつどう、英語: Kyoto Tango Railway、略称：丹鉄）の名称で鉄道運行事業を行っている。北近畿タンゴ鉄道は同日以降、鉄道施設の保有のみを行う第三種鉄道事業者となった。
列車の運行に対して、KTRはWILLER TRAINSから線路使用料を受け取っている。

## 歴史
- 1982年（昭和57年）9月22日：宮福鉄道株式会社として設立。
- 1988年（昭和63年）7月16日：宮福線開業[8]。
- 1989年（平成元年）8月1日：JR宮津線の引き継ぎに備え北近畿タンゴ鉄道株式会社に商号変更[9]。
- 1990年（平成2年）4月1日：JR宮津線を引き継ぎ宮津線開業[9]。特急「タンゴエクスプローラー」運転開始[9]。
- 1996年（平成8年）3月16日：宮福線、宮津線宮津 - 天橋立間が電化開業。特急「タンゴディスカバリー」運転開始。特急「はしだて」「文殊」の直通運転開始。
- 1999年（平成11年）10月2日：JR舞鶴線の電化開業にともない、「タンゴエクスプローラー」と「タンゴディスカバリー」の系統振替え。
- 2007年（平成19年）
  - 9月1日：本社を京都市上京区の京都府庁西別館から福知山市天田のJR西日本ビル（JR西日本福知山支社内）に移転。
  - 10月1日：トレイン・アテンダントを初めて採用。
- 2013年（平成25年）
  - 4月14日：水戸岡鋭治のデザインによるリニューアル車両、「丹後あかまつ号」と「丹後あおまつ号」の運行を開始。
  - 6月28日：本社を宮津市（宮津駅2階）に移転。
- 2014年（平成26年）
  - 5月8日：収益改善のため施設保有と鉄道運行を分離し、鉄道運行を日本全国で高速路線バス事業を行っているWILLER ALLIANCE（現・WILLER）に移行すると発表[10]。
  - 5月25日：水戸岡鋭治デザインによるリニューアル車両「丹後くろまつ号」の運行を開始。
- 2015年（平成27年）
  - 3月11日：鉄道事業再構築事業の認定[11]。
  - 4月1日：鉄道運行事業をWILLER ALLIANCE（現・WILLER）の子会社であるWILLER TRAINS株式会社に移譲。WILLER TRAINSが宮福線・宮津線の第二種鉄道事業者となり、京都丹後鉄道の名称で鉄道運行事業開始。北近畿タンゴ鉄道は両線の第三種鉄道事業者となる。同時に北近畿タンゴ鉄道の本社を現在地（WILLER TRAINS宮津工務部の敷地内）に移転。

## 将来の課題
鉄道事業再構築計画は、2024年度までの10年間である。当面は、運行部分はWILLER TRAINS株式会社が民間のノウハウを活用して自立的に収支バランスをとること、基盤部分は社会インフラとして沿線自治体がしっかり支えることの達成が、第二種鉄道事業者、第三種鉄道事業者、沿線自治体の課題となっている。これが、運行部分と基盤部分を上下分離した目的である。

## 路線
- 宮福線：宮津駅 - 福知山駅 30.4 km
- 宮津線：西舞鶴駅 - 豊岡駅 83.6 km

| 北近畿タンゴ鉄道路線図（-2015年3月31日）  |  | 京都丹後鉄道（WILLER TRAINS）移行後の路線名・駅名（2015年4月1日-）  |
| 北近畿タンゴ鉄道路線図 （-2015年3月31日） |  | 京都丹後鉄道（WILLER TRAINS）移行後の路線名・駅名 （2015年4月1日-） |

## 車両

### 京都丹後鉄道に移管される前に廃車された車両
- KTR1000形・KTR2000形（レインボーリゾート） - 旧国鉄清算事業団・JR西日本キハ28形・キハ58形

## 運賃・料金
第三種鉄道事業者となった後は、北近畿タンゴ鉄道として乗車券・特急券等は発売していない。

## KTRブログ駅長
沿線地域の振興に想いを持つ人が、北近畿タンゴ鉄道公式サイトに設けられたブログ上の駅長として、駅やその地域での体験や魅力情報を発信することで、地域のPRや話題づくりなど地域振興を担っていた。2007年9月14日より2011年3月31日まで掲載された。
- 宮津線
  - 西舞鶴駅
  - 四所駅
  - 丹後由良駅
  - 天橋立駅
  - 野田川駅
  - 丹後大宮駅
  - 峰山駅
  - 木津温泉駅
  - 豊岡&コウノトリの郷駅
- 宮福線
  - 福知山駅
  - 荒河かしの木台駅
  - 大江駅
  - 大江山口内宮駅

- 過去のブログ駅長（2010年3月以前）
  - 丹後神崎駅
  - 久美浜駅
  - 岩滝口駅
  - 下天津駅

野田川駅のブログ駅長は、2008年に関西テレビ☆京都チャンネル制作の『電車女☆春の旅』に出演している。また、KTR700・800形の愛称を募集し、『あおタン』という愛称に決まり、ブログ内で愛称の使用が開始されたが、正式な愛称ではない。

## 作品における描写
国鉄/JR宮津線時代に描かれたものは除く。
- 『けいおん!』 - アニメ版第1期第4話で登場。KTR700形気動車と丹後由良駅周辺がモデルになっている[12]。2011年12月3日からはKTR700形気動車を使用したラッピング列車が運行された[13]。
- 『AIR』 - アニメ版の最終回で福知山駅と東舞鶴駅、KTR700形気動車がそれぞれ登場。また、丹後由良駅周辺がモデルになっている[14]。